# روي ماسون (مهندس معماري)
روي ماسون (بالإنجليزية: Roy Mason)‏ هو مهندس معماري أمريكي، ولد في 29 يونيو 1938، وتوفي في 19 مايو 1996.